# Proceslinje
En proceslinje (engelsk: taskbar) er et element i en grafisk brugerflade, som har forskellige formål. Det er typisk en rektangulær bjælke der viser, hvilke programmer der kører i øjeblikket, samt en række funktioner der kan aktiveres, såsom åbning af apps, filer ogsystemindstillinger. En proceslinje såsom Windows 10 er typisk sort og indeholder typisk Internet Explorer, tid, dato, lyd.